# Breast Cancer Research and Treatment
Breast Cancer Research and Treatment, abgekürzt Breast Cancer Res. Treat., ist eine wissenschaftliche Fachzeitschrift, die vom Springer-Verlag veröffentlicht wird. Die Zeitschrift erscheint seit 1981, derzeit mit 18 Ausgaben im Jahr. Es werden Arbeiten veröffentlicht, die sich mit dem Thema Brustkrebs beschäftigen.
Der Impact Factor lag im Jahr 2016 bei 3,626. Nach der Statistik des ISI Web of Knowledge wird das Journal mit diesem Impact Factor in der Kategorie Onkologie an 82. Stelle von 217 Zeitschriften geführt.